# Шувандина, Таисия Ивановна
Таисия Ивановна Шувандина (1899—1973) — советский хозяйственный, государственный и политический деятель, инициатор стахановского движения на текстильных предприятиях города Иваново.

## Биография
Родилась 27 сентября (9 октября) 1899 года в крестьянской семье в деревне Ябузино Нерехтского уезда Костромской губернии. Отец – Иван Соколов, сын отставного солдата, мать – Ирина Лисина, из деревни Красное Шуйского уезда.
В начале XX века семья перебралась в г. Иваново-Вознесенск, где родители устроились на фабрику Антона Гандурина. С 1909 года работала нянькой, с 1915 года - на фабрике А. Гандурина. После Октябрьской революции - работница паровозного депо станции "Иваново". В 1924—1954 гг. — ткачиха фабрики имени рабочего Федора Зиновьева, инициатор стахановского движения на текстильных предприятиях города Иваново.
Избиралась депутатом Верховного Совета СССР 2-го и 3-го созывов.
Почётный гражданин города Иваново (решение исполкома Ивановского городского совета № 196 от 30 июля 1971 года). Кавалер ордена Ленина.
Умерла 17 января 1973 года в Иванове. Похоронена на Богородском (сельском) кладбище.
Одна из улиц города Иваново названа в честь Таисии Ивановны Шувандиной